# Nazir Jaser
Nazir Jaser (parfois nommé Qaser Nazer, né le 10 avril 1989) est un coureur cycliste syrien. Régulièrement sélectionné au sein de l'équipe nationale de Syrie, il prend part au championnat du monde du contre-la-montre de 2013 disputé à Florence. Jaser a été candidat pour l'Equipe olympique des réfugiés aux Jeux olympiques d'été de 2016, mais il n'a pas été sélectionné.

## Palmarès et classements mondiaux

### Palmarès
- 2011
  -  Champion arabe des clubs sur route
- 2014
  - 2e du championnat de Syrie sur route
- 2015
  -  Champion de Syrie sur route
  -  Champion de Syrie du contre-la-montre

### Classements mondiaux
| Année           | 2010 | 2011 | 2012 | 2013 | 2014 | 2015 |
| --------------- | ---- | ---- | ---- | ---- | ---- | ---- |
| UCI Africa Tour |      |      |      |      |      | 81e  |
| UCI Asia Tour   | 299e | 138e | 272e | nc   | 129e |      |